# Bleu-nacré sarde
Lysandra gennargenti
Espèce
Le Bleu-nacré sarde (Lysandra gennargenti) est une espèce d'insectes lépidoptères (papillons) de la famille des Lycaenidae et de la sous-famille des Polyommatinae, endémique de Sardaigne.

## Historique et taxonomie
Le taxon actuellement appelé Lysandra gennargenti a été décrit par Giorgio Leigheb (d) en 1987 sous le nom de Lysandra coridon gennargenti,.
Le statut de ce taxon (espèce à part entière ou sous-espèce de Lysandra coridon) reste débattu.
Comme le genre Lysandra était précédemment considéré par certains auteurs comme un sous-genre du genre Polyommatus, le Bleu-nacré sarde est parfois cité sous les noms de Polyommatus gennargenti ou Polyommatus coridon gennargenti.

## Noms vernaculaires
- En français : le Bleu-nacré sarde[3].
- En anglais : Sardinian Chalk Hill Blue[4].

## Morphologie
Le mâle du Bleu-nacré sarde a le dessus des ailes bleu clair brillant, tandis que les femelles sont bleu clair avec une large bordure sombre. Le revers des ailes présente la ponctuation habituelle des Lysandra, mais avec des ocelles plus réduits,.

## Biologie
Lysandra gennargenti est univoltin et ses imagos sont visibles en juillet-août,.
La plante-hôte est Hippocrepis comosa. 

## Distribution et habitat
Lysandra gennargenti est endémique de Sardaigne, où il est très localisé et vit dans des pelouses sèches entre 800 et 1 300 m d'altitude.